# L'afide e la formica
L'afide e la formica è un film del 2021 diretto da Mario Vitale.

## Trama
Fatima ha 16 anni e indossa il velo (hijab). La sua cultura lo prevede, e sua madre Amina glielo impone. Nata in Calabria da genitori musulmani, la ragazza vive tutti i conflitti e le emozioni tipiche della sua età, ma sente di non essere come i suoi coetanei: è chiusa nella sua solitudine, costantemente fuori posto. Finché un giorno l'insegnante di educazione fisica, Michele Scimone, non propone ai suoi studenti di iscriversi alla maratona di Sant'Antonio. Per Fatima è la prima vera opportunità da cogliere. Ma per l'insegnante, ex corridore schivo e depresso, tormentato da un passato irrisolto e da una relazione fallita con Anna per la morte del figlio, il velo che Fatima indossa è motivo di pregiudizio. Sarà l'inizio di un rapporto che cambierà le loro vite, mentre la corsa riuscirà a renderli entrambi liberi.

## Produzione
Il film è stato prodotto da Luca Marino per Indaco Film in collaborazione con Rai Cinema e il contributo del Ministero dei Beni Culturali e della Calabria Film Commission. Le riprese si sono svolte dal 5 settembre al 10 ottobre 2020 a Lamezia Terme.

## Promozione
Il primo trailer del film è stato diffuso il 25 ottobre 2021.

## Distribuzione
Il film è stato distribuito nelle sale cinematografiche a partire dal 4 novembre 2021.

## Riconoscimenti
- 2021 - Montelupo Fiorentino Film Festival[4]
  - Miglior film
  - Miglior attore a Giuseppe Fiorello

- 2021 - 75ª Festival del cinema di Salerno[5]
  - Miglior film italiano

- 2021 - 11^ Matera Sport Film Festival[6]
  - Miglior film italiano
  - Miglior attrice a Nadia Kibout

- 2021 - 10^ Catania Film Festival[7]
  - Miglior regista esordiente Mario Vitale
  - Miglior attrice protagonista a Cristina Parku

- 2021 - Asti Film Festival[8]
  - Premio Pubblico Prima cosa bella

- 2021 - Fabrique du Cinéma Awards 2021[9]
  - Miglior opera prima italiana